# 舒尼
舒尼（法語：Chougny，法語發音：[ʃuɲi]）是法国涅夫勒省的一个市镇，属于希农堡（城）区。

## 地理
舒尼（47°5'21"N, 3°45'39"E）面积14.87 平方千米，位于法国勃艮第-弗朗什-孔泰大區涅夫勒省，该省份为法国中部省份，北至约讷省，西北接卢瓦雷省，西接谢尔省，南至阿列省，东南接索恩-卢瓦尔省，东临科多尔省。
与舒尼接壤的市镇（或旧市镇、城区）包括：格朗德里河畔丹、巴祖瓦地区唐奈、巴祖瓦地区欧奈、布利姆、莫村、乌尼、圣佩勒斯。

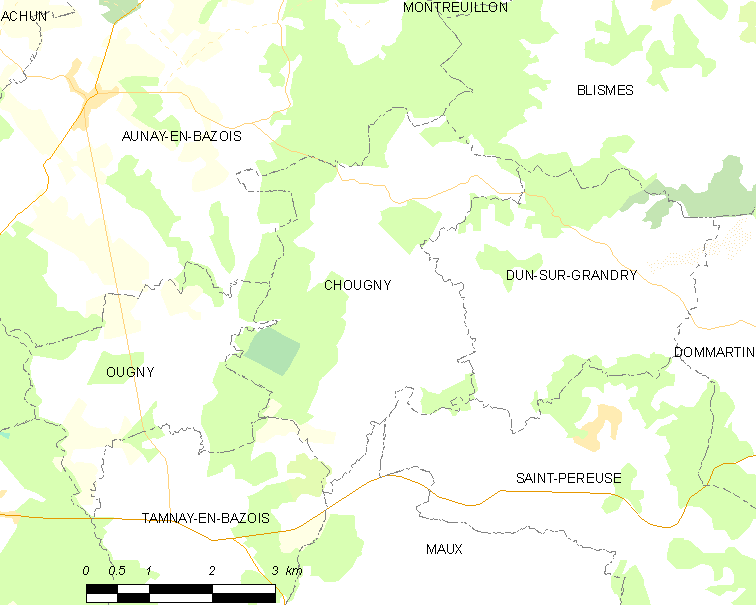
舒尼的OSM定位图

舒尼的时区为UTC+01:00、UTC+02:00（夏令时）。

## 行政
舒尼的邮政编码为58110，INSEE市镇编码为58076。

## 政治
舒尼所属的省级选区为希农堡县。

## 人口

1962-2008年间舒尼人口变化图示

舒尼于2022年1月1日时的人口数量为84人。